# 2023-as holland általános választás
A 2023-as előrehozott holland általános választást 2023. november 22-én tartották, amely során a Staten-Generaal alsóházának, a Képviselőháznak (Tweede Kamer) 150 tagját választották meg. A következő választást eredetileg 2025-ben lett volna esedékes, de a negyedik-Rutte-kormány július 7-én történt összeomlása és lemondása miatt előrehozott választás vált szükségessé. 2006 óta ez a választás volt az első, amelyiken Mark Rutte leköszönő miniszterelnök nem mérettette meg magát.

## Háttér
A legutóbbi, 2021-es általános választás eredményeként megalakult Mark Rutte negyedik koalíciós kormánya, melyet a Néppárt a Szabadságért és Demokráciáért (VVD), a Kereszténydemokrata Tömörülés (CDA), a 66-os Demokraták (D66) és a Keresztény Unió (CU) pártok alkottak, csakúgy, mint az azt megelőző kormányt is. A kormány azonban 2023. július 7-én megbukott, miután több napos tárgyalás után sem sikerült megegyezniük a Hollandiába érkező menedékkérők kezeléséről, és a négy párt közösen arra a következtetésre jutott, hogy nem lehetséges a megállapodás.
2023. július 10-én Mark Rutte miniszterelnök bejelentette, hogy nem indul újra pártja, a VVD listavezetőjeként, és az új kabinet beiktatásakor távozik a politikából. Más pártvezetők és parlamenti vezetők is bejelentették, hogy az új ciklusban nem térnek vissza, köztük Sigrid Kaag (D66), Wopke Hoekstra, Pieter Heerma (CDA), Attje Kuiken (PvdA), Kees van der Staaij (SGP), Farid Azarkan (DENK), Liane den Haan (független), Nilüfer Gündoğan (független), és Sylvana Simons (BIJ1). Jesse Klaver bejelentette, hogy bár parlamenti képviselőként folytatni kívánja, nem lesz a Munkáspárt–Baloldali Zöldek szövetség listavezetője.

## A holland választási rendszer
A legfontosabb törvényhozó szerv az országban a kétkamarás parlament. Az első kamara, a Szenátus 75 tagját a 12 tartományi önkormányzat ötévente választja meg, az alsóház 150 képviselője pedig a választópolgárok közvetlen választása útján jut be a parlamentbe. A második kamara mandátumaiért 2023-ban 26 párt versenyez, bejutási küszöb nincs, a mandátumok a D’Hondt-módszer alkalmazásával kerülnek kiosztásra. A holland választásra jogosultak száma mintegy 13 millió.
A Képviselőház a Staten-Generaal, a holland parlament második kamarája, azaz alsóháza (hollandul Tweede Kamer, szó szerint "második kamara"). Az ország egyetlen választókerületet képez, ebben választják meg a képviselőház mind a 150 tagját, az arányos képviselet elve alapján. Ennek értelmében kizárólag pártlistákra lehet szavazni, aminek az élén a listavezető (lijsttrekker) van, aki rendszerint az adott párt elnöke vagy miniszterelnök-jelöltje szokott lenni.
A holland pártrendszer tulajdonképpen három hagyományos politikai ideológia (kereszténydemokrácia, liberalizmus, szociáldemokrácia) mentén körvonalazódott, lévén az elmúlt több mint 100 évben mindegyik holland kormány e három eszme valamelyikét képviselte.

## Parlamenti pártok (2021–2023)
| Párt neve | Párt neve                                                                       | Ideológia                      | Listavezető (2023)      | 2021-es eredmény | 2021-es eredmény |
| Párt neve | Párt neve                                                                       | Ideológia                      | Listavezető (2023)      | Szavazatok (%)   | Mandátumok       |
| --------- | ------------------------------------------------------------------------------- | ------------------------------ | ----------------------- | ---------------- | ---------------- |
| VVD       | Néppárt a Szabadságért és Demokráciáért Volkspartij voor Vrijheid en Democratie | Konzervatív liberalizmus       | Dilan Yeşilgöz-Zegerius | 21.87            | 34 / 150         |
| D66       | 66-os Demokraták Democraten 66                                                  | Szociálliberalizmus            | Rob Jetten              | 15.01            | 24 / 150         |
| PVV       | Szabadságpárt Partij voor de Vrijheid                                           | Jobboldali populizmus          | Geert Wilders           | 10.81            | 17 / 150         |
| CDA       | Kereszténydemokrata Tömörülés Christen-Democratisch Appèl                       | Kereszténydemokrácia           | Henri Botenbal          | 9.50             | 15 / 150         |
| SP        | Szocialista Párt Socialistische Partij                                          | Demokratikus szocializmus      | Lilian Marijnissen      | 5.99             | 9 / 150          |
| PvdA–GL   | Munkáspárt–Baloldali Zöldek Partij van de Arbeid–GroenLinks                     | Szociáldemokrácia Zöldpolitika | Frans Timmermans        | 5.72 5.16        | 9 / 1508 / 150   |
| FvD       | Fórum a Demokráciáért Forum voor Democratie                                     | Nemzeti konzervativizmus       | Thierry Baudet          | 5.01             | 8 / 150          |
| PvdD      | Párt az Állatokért Partij voor de Dieren                                        | Állatvédelem                   | Esther Ouwehand         | 3.83             | 6 / 150          |
| CU        | Keresztény Unió ChristenUnie                                                    | Keresztényszocializmus         | Mirjam Bikker           | 3.37             | 5 / 150          |
| Volt      | Volt Nederland                                                                  | Európa-pártiság                | Laurens Dassen          | 2.42             | 3 / 150          |
| JA21      | JA21                                                                            | Liberális konzervativizmus     | Joost Eerdmans          | 2.36             | 3 / 150          |
| SGP       | Református Politikai Párt Staatkundig Gereformeerde Partij                      | Teokrácia                      | Chris Stoffer           | 2.07             | 3 / 150          |
| DENK      | Denk                                                                            | Kisebbségvédelem               | Stephan van Baarle      | 2.03             | 3 / 150          |
| 50+       | 50PLUS                                                                          | Nyugdíjaspolitika              | Gerard van Hooft        | 1.02             | 1 / 150          |
| BBB       | Farmerek és Polgárok Mozgalma BoerBurgerBeweging                                | Agrárpolitika                  | Caroline van der Plas   | 1.00             | 1 / 150          |
| BIJ1      | BIJ1                                                                            | Egalitarizmus                  | Edson Olf               | 0.84             | 1 / 150          |

## Eredmények
| Párt     | Párt                                    | Szavazatok száma | Szavazatok %-ban | Elnyert mandátumok | +/–     |
| -------- | --------------------------------------- | ---------------- | ---------------- | ------------------ | ------- |
|          | Szabadságpárt                           | 2,450,855        | 23.49            | 37 / 150           | +20     |
|          | Munkáspárt–Baloldali Zöldek             | 1,643,032        | 15.75            | 25 / 150           | +8      |
|          | Néppárt a Szabadságért és Demokráciáért | 1,589,518        | 15.24            | 24 / 150           | -10     |
|          | Új Társadalmi Szerződés                 | 1,343,292        | 12.88            | 20 / 150           | Új párt |
|          | 66-os Demokraták                        | 656,290          | 6.29             | 9 / 150            | -15     |
|          | Farmerek és Polgárok Mozgalma           | 485,551          | 4.65             | 7 / 150            | +6      |
|          | Kereszténydemokrata Tömörülés           | 345,821          | 3.31             | 5 / 150            | −10     |
|          | Szocialista Párt                        | 328,225          | 3.15             | 5 / 150            | −4      |
|          | Denk                                    | 246,764          | 2.37             | 3 / 150            | 0       |
|          | Párt az Állatokért                      | 235,148          | 2.25             | 3 / 150            | -3      |
|          | Fórum a Demokráciáért                   | 232,963          | 2.23             | 3 / 150            | -5      |
|          | Református Politikai Párt               | 217,270          | 2.08             | 3 / 150            | 0       |
|          | Keresztény Unió                         | 212,532          | 2.04             | 3 / 150            | -2      |
|          | Volt Nederland                          | 178,802          | 1.71             | 2 / 150            | -1      |
|          | JA21                                    | 71,345           | 0.68             | 1 / 150            | -2      |
| Összesen | 15                                      | 10,432,662       | 100              | 150                | -       |